# Вуячич, Раде
Раде Вуячич (черн. Rade Vujačić; род. 16 ноября 1983 г.; Никшич, Черногория) — черногорский бизнесмен, почетный консул Грузии в Черногории.

## Биография
Раде Вуячич родился 16 ноября 1983 года в Никшиче. Получил начальное и среднее образование в Никшиче.
Окончил Международную академию бизнеса и управления МАБиУ при МГУ в Москве. После окончания университета, основал группу компаний Soho Group, базирующуюся в Баре, которая специализировалась на услугах туризма, общественном питании и строительстве. Раде является генеральным директором Soho Group и президентом Ассоциации предпринимателей города Бар.
В Soho Group входят бизнес-клуб «Soho Caffe», частная клиника «Hipokrat», инвестиционная компания «Your Home».
Раде Вуячич также управляет семейной строительной компанией «Soho Gradnja», основанной в 1987 году. Она входит в число 100 крупнейших компаний Черногории (25-е место по общей выручке).
Компании Раде Вуячича реализовали ряд проектов, среди которых реализация строительства комплекса Belvedere в центре Бара, проект «Dobre Vode», деревня Печурице, комплекс «Sun Residence».
Кроме того, Soho Group занимается благотворительностью, а также инвестирует в развитие спорта в городе Бар, а также в других городах, предоставляет средства религиозным общинам и школам.
В 2018 году Soho Group совместно с Liko Holding (Украина) создали совместную компанию Liko Soho Group, которая занимается развитием пятизвездочных отелей в городе Бар. Инвестиции в гостиничный проект составили около 150 миллионов евро.
Раде Вуячич был назначен почетным консулом Грузии в Черногории 7 мая 2019 года.